# جوني كامبل
جوني كامبل (بالإنجليزية: Johnny Campbell)‏ (14 أكتوبر 1894 في المملكة المتحدة - 3 أكتوبر 1981 في المملكة المتحدة) هو لاعب كرة قدم بريطاني (وحمل سابقاً جنسية المملكة المتحدة لبريطانيا العظمى وأيرلندا) في مركز نصف الجناح. لعب مع نادي ترانمير روفرز لكرة القدم.